# Bonde (vin)
Pour les articles homonymes, voir Bonde.

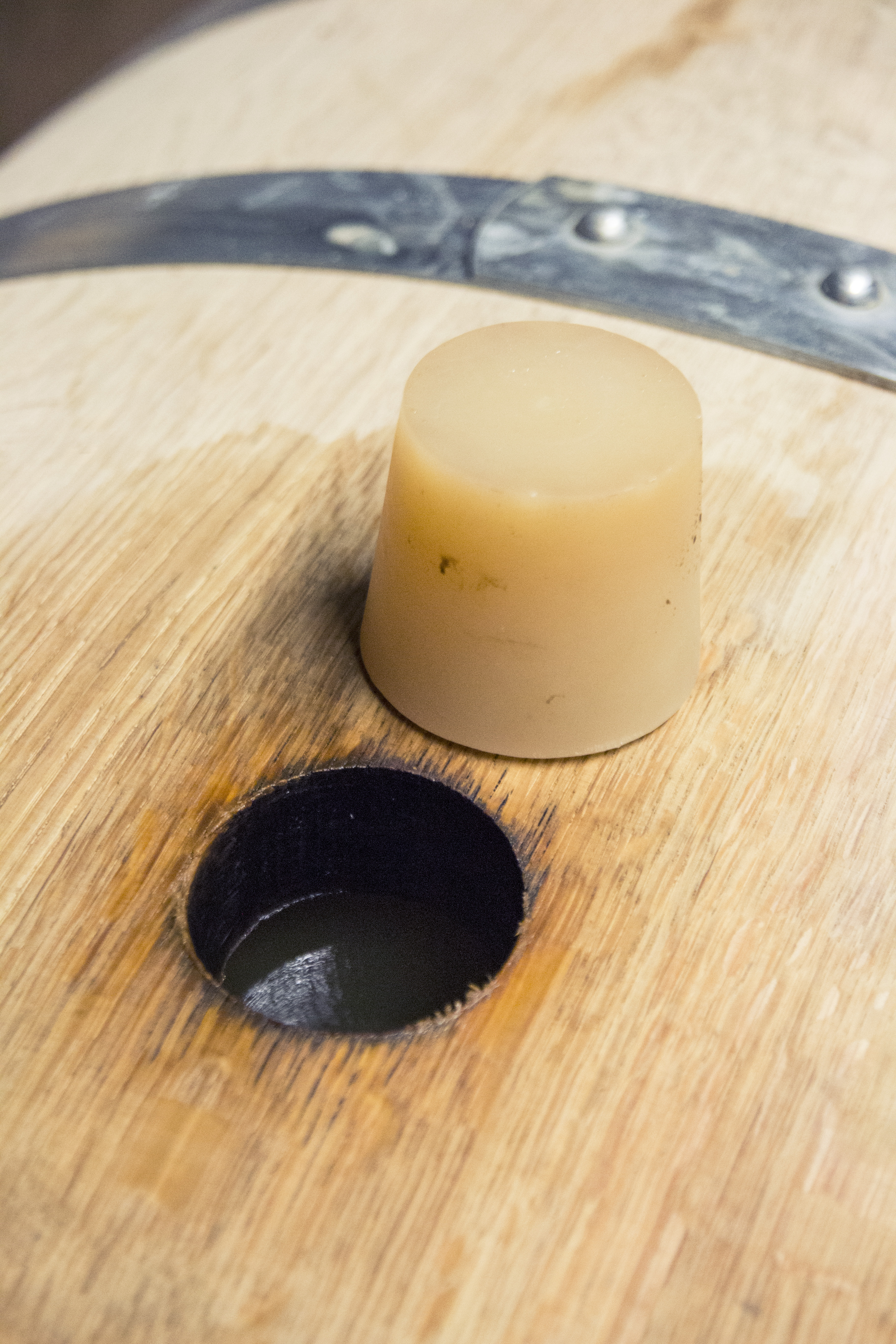
Bonde en silicone ouverte

La bonde est un bouchon de bois, de verre, ou de silicone, qui sert à boucher l'ouverture d'un fût (dénommée trou de bonde), ou l’ouverture dans la trappe d'une cuve. Dans certaines régions, elle est appelée bondon.

## Historique
D'abord en bois, elle est utilisée telle quelle ou avec une toile, souvent en jute, assurant une meilleure étanchéité. Par la suite elle a aussi été fabriquée en verre, ce qui limite le développement de micro-organismes, et facilite son nettoyage, cependant l'étanchéité est moindre du fait de la rigidité du verre comparée à la malléabilité relative du bois et de la toile de jute (écrasement). 
De nos jours elle est de plus en plus souvent remplacée par des bondes en silicone, qui présentent tous les avantages d'étanchéité et sanitaires.

## Caractéristiques et différentes bondes
Une bonde se présente sous la forme d'un cône tronqué, permettant de s'ajuster au diamètre du trou de bonde, fabriqué à l'aide de la bondonnière. Elle mesure entre 40 mm et 50 mm de diamètre, pour environ la même longueur, dans le cas d'une utilisation pour un fût. Elles sont plus grandes pour l'ouverture dans les trappes de cuves.

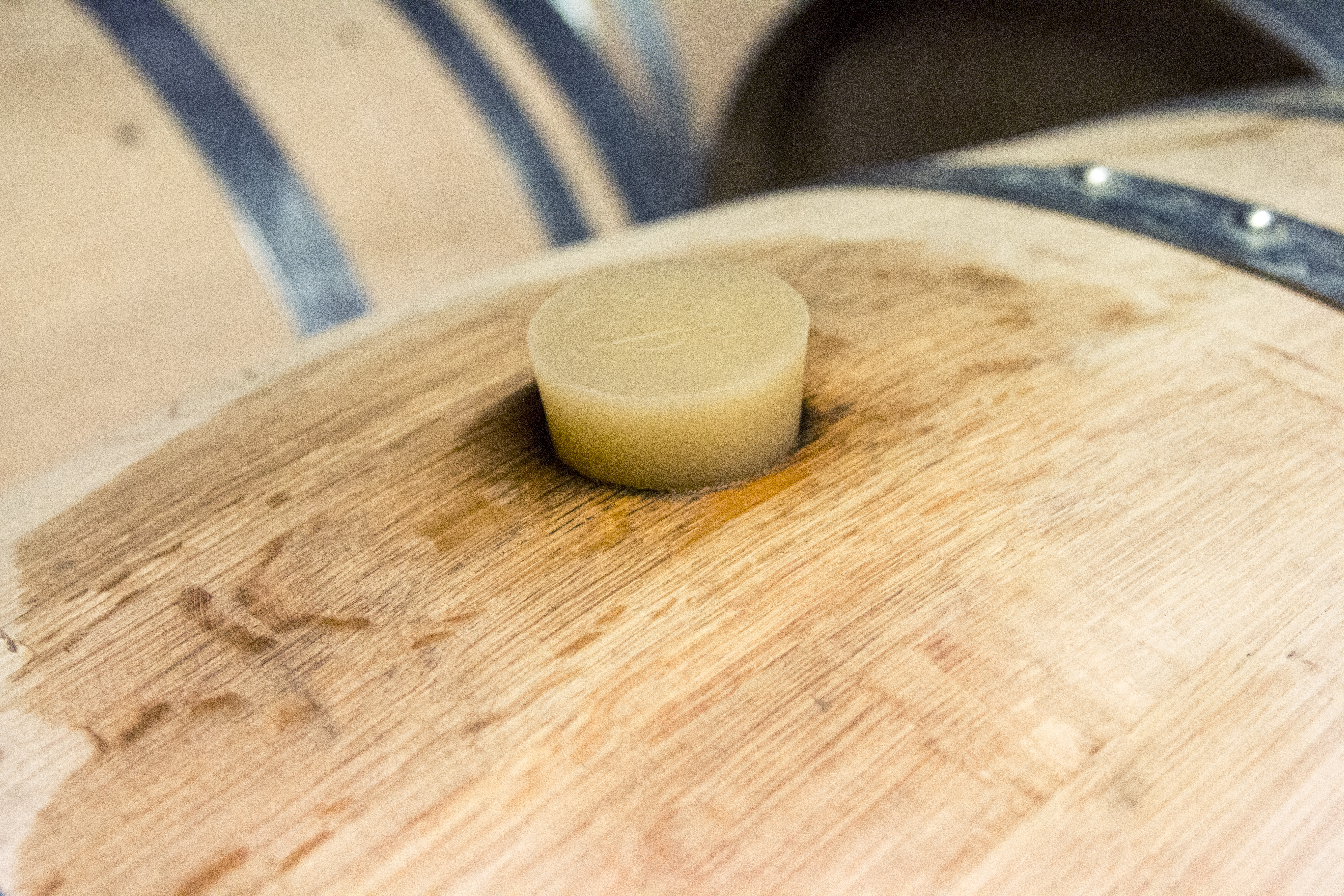
Bonde fermée.
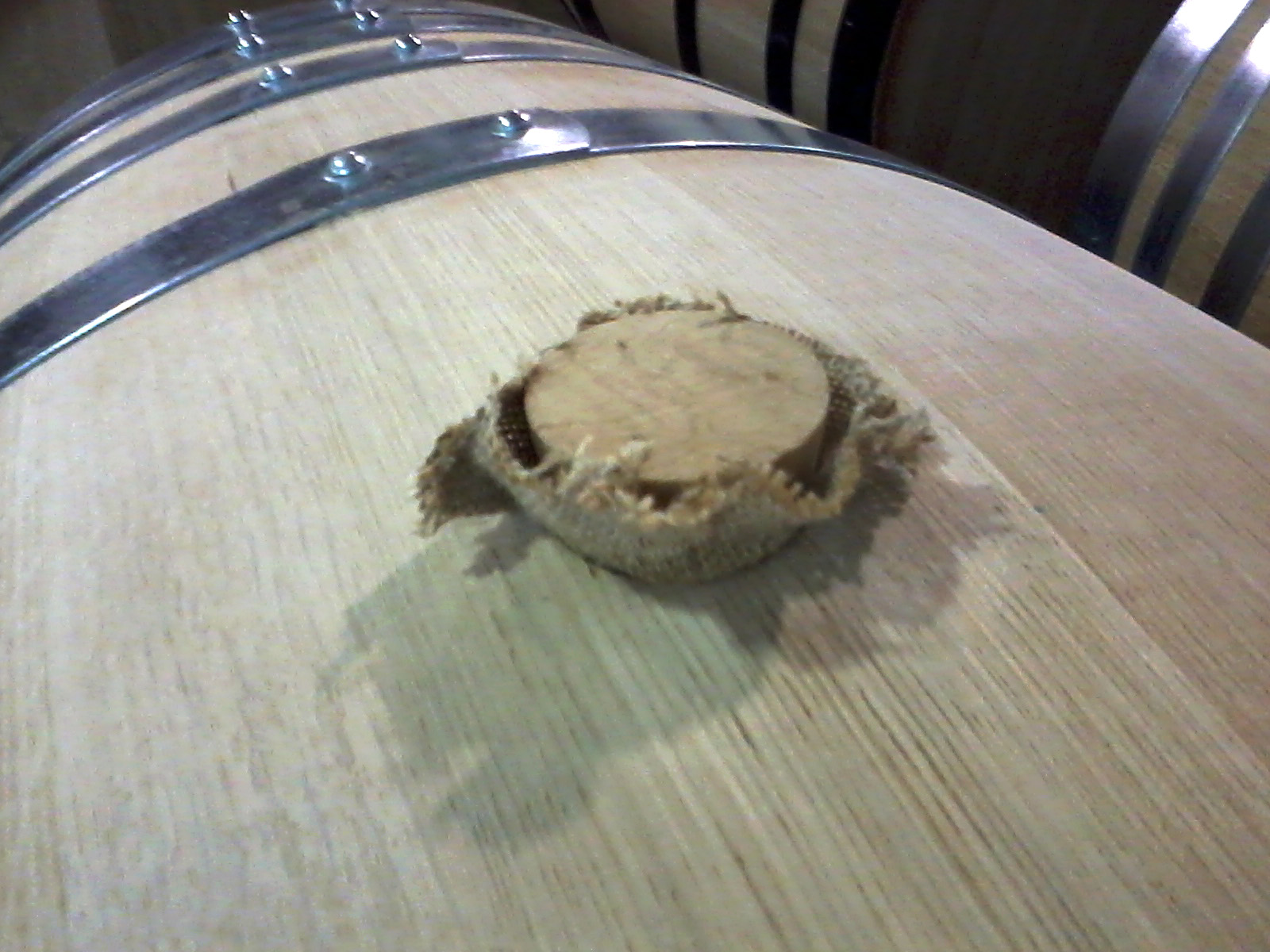
Bonde en bois et sa toile en jute d'étanchéité.
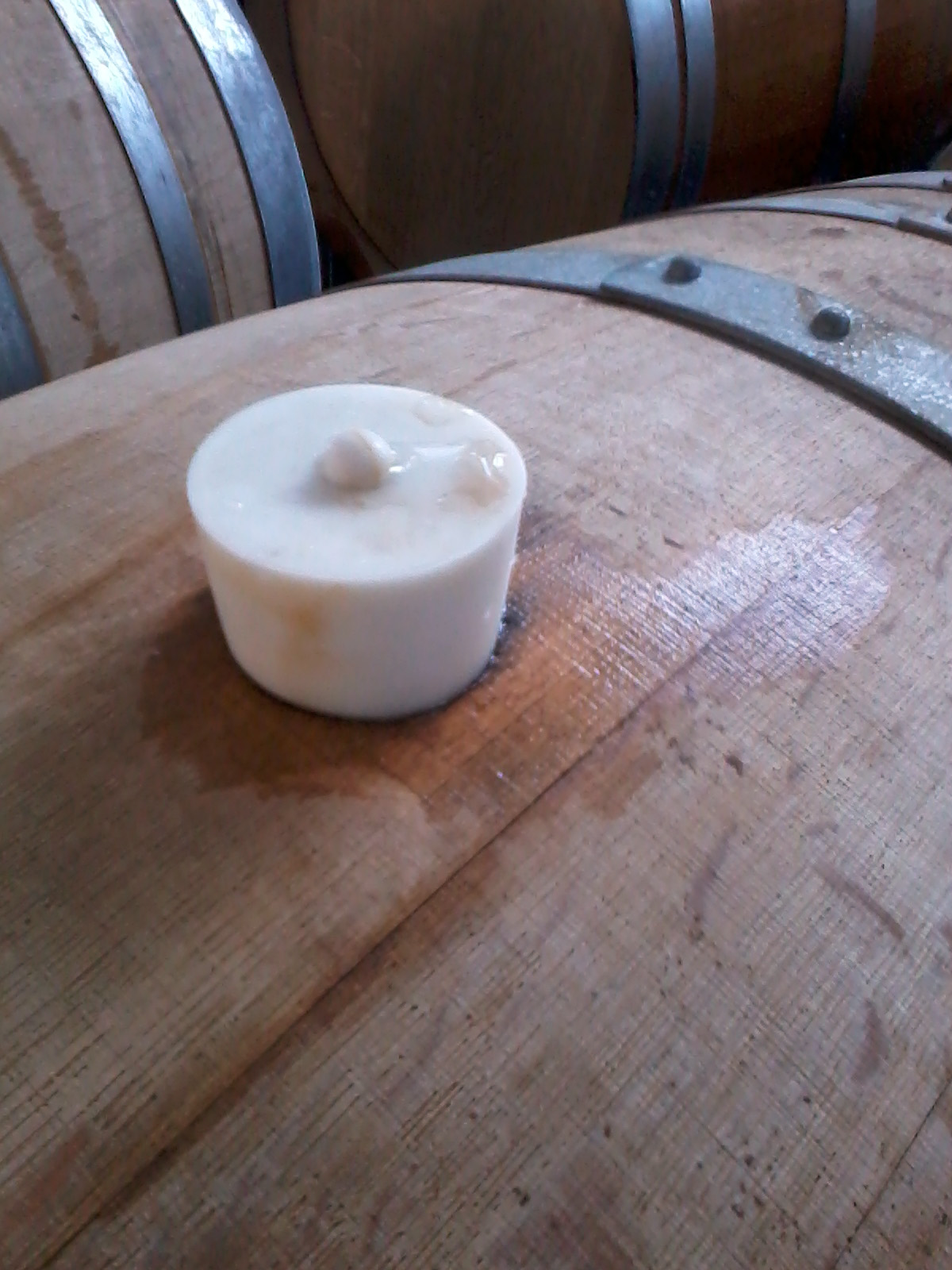
Bonde en plastique, avec évent.
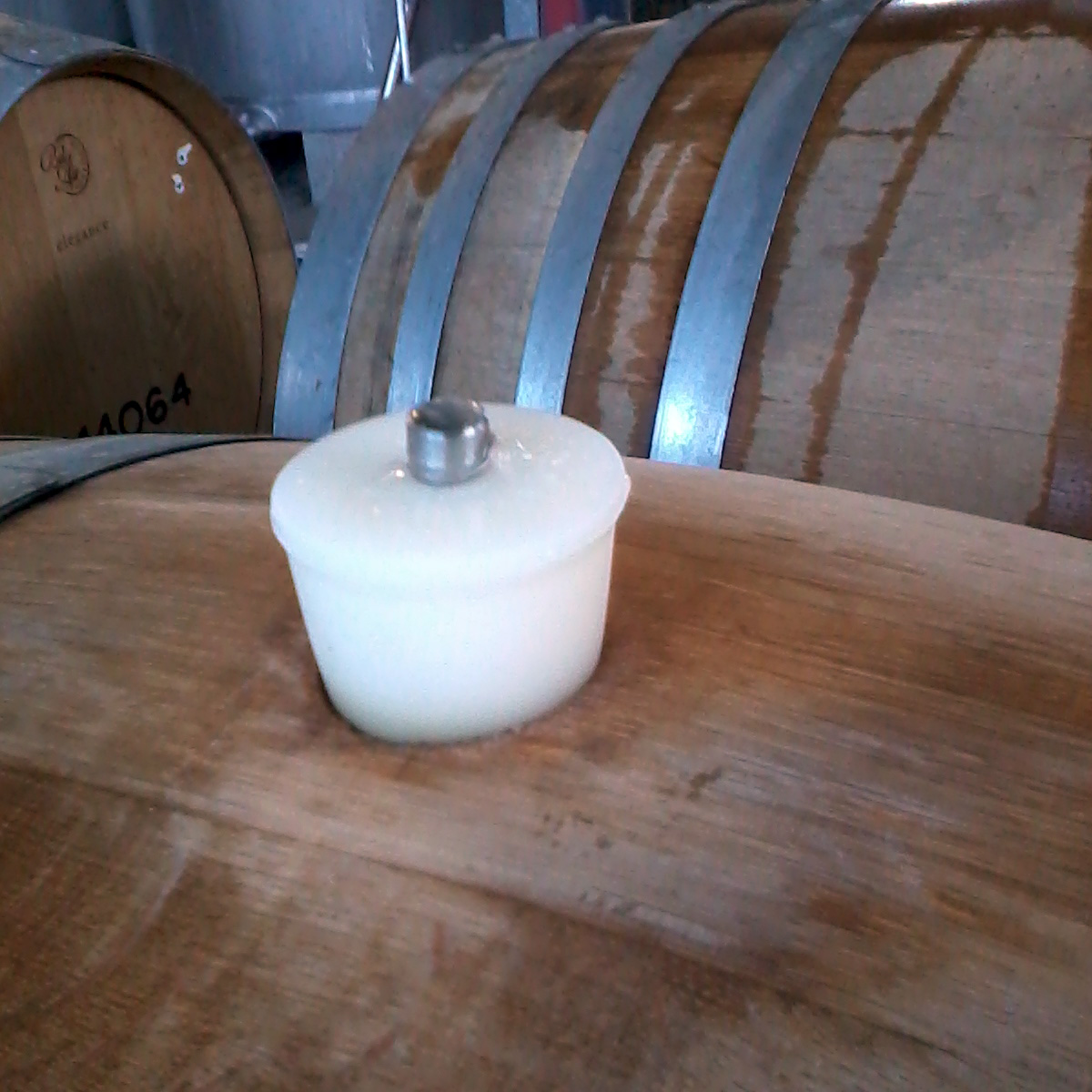
Bonde en plastique avec soupape en inox.jpg

### Bonde pourméchage
Des bondes spécifiques pour le méchage des fûts sont constituées d'une bonde classique en bois, à laquelle un crochet et/ou réceptacle permet de placer la pastille de soufre à brûler.

### Bonde aseptique
Les bondes aseptiques, aussi appelées bondes de fermentation, elles sont principalement en silicone, présentent un orifice au centre qui permet de placer un réceptacle contenant une solution antiseptique.  Elles sont constituées d'une partie haute en plastique, appelée barboteur, qui présente un système de siphon. Lors de la vinification, le dégagement de CO2 peut s'échapper mais toute entrée d'air est impossible. Elle peut être remplie par une solution de SO2. De nombreux systèmes existent.

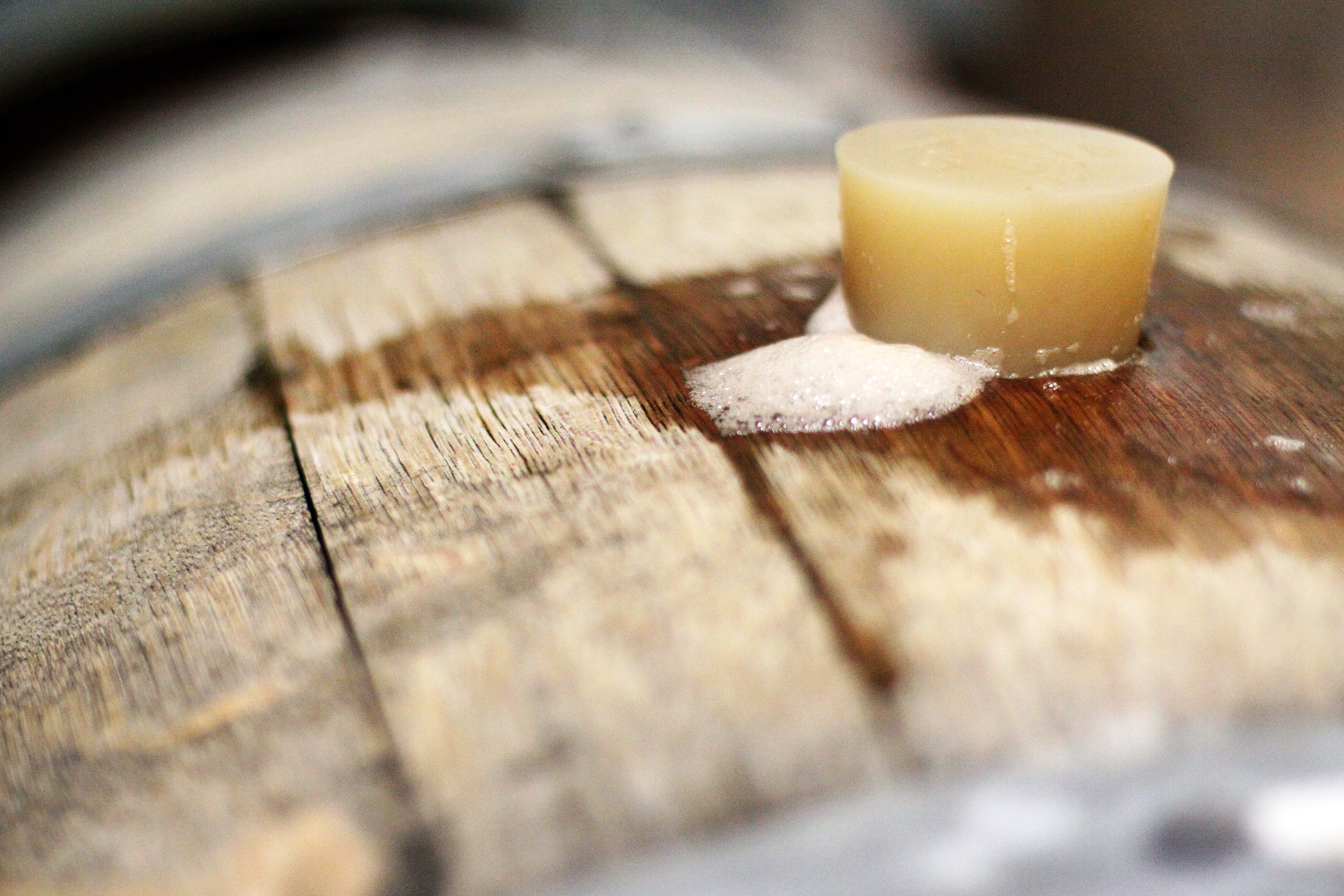
Débordement de vin par le trou de bonde fermée classiquement.
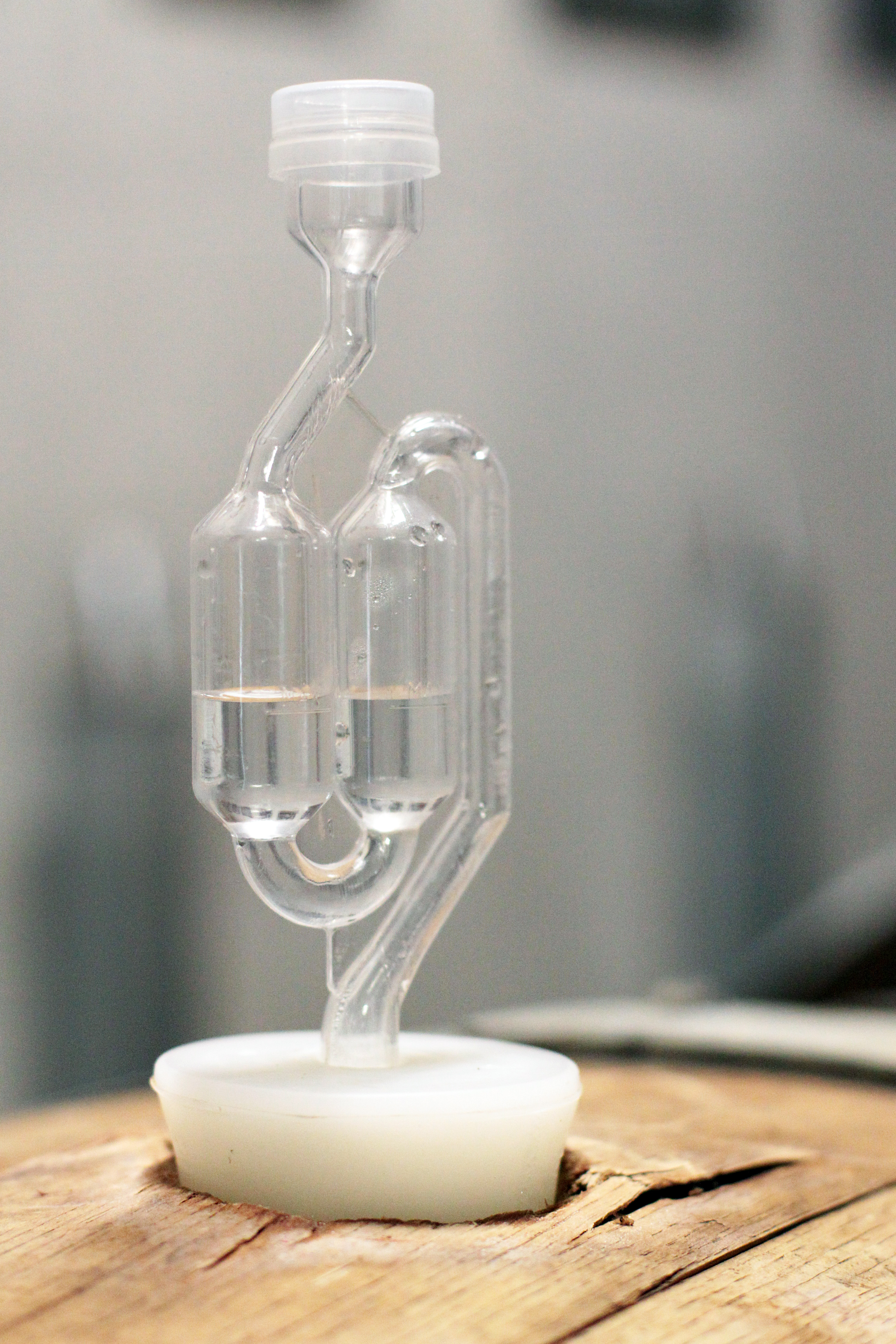
Bonde aseptique permettant l'échappement de gaz tout en conservant l’étanchéité à l'air.
- Vidéo de barboteurs avec échappement de gaz, avec deux activités de fermentation différentes.
- Vidéo de barboteur avec échappement de gaz.

## Utilisation
Elle utilisée pour empêcher le vin d'être en contact avec l'air, alors qu'il affleure le trou de bonde après un ouillage.
Elle permet également de fermer hermétiquement un fût lorsqu'il est en stockage pour éviter l'intrusion de micro-organismes, liquides, corps étrangers, etc. Lors du méchage d'un fût, la bonde permet de conserver le SO2 qui a été brûlé dans le fût.